# Deportatio
Die deportatio war im römischen Strafrechtswesen eine Kapitalstrafe, die in der späten Republik, initiiert durch den Diktator Sulla, von einem ordentlichen Schwurgericht als Sanktion verhängt werden konnte. Während der Kaiserzeit war ein außerordentliches Kognitionsgericht zuständig.
Die Strafform der deportatio modifizierte die bereits in früherer Zeit praktizierten Verbannung (exilium) rechtlich. Dem Straftäter wurde nunmehr ermöglicht, vor seiner Verurteilung die Flucht in das Ausland anzutreten. Ein darauf folgender Sakralakt schloss die Person aus der Bürgergemeinde aus (interdictio aquae et ignis) und verwehrte ihr auf Lebenszeit die Rückkehr.
Die deportatio wurde ausschließlich Bürgern zugestanden, die zuvor den gehobenen Ständen (honestiores) angehört hatten. Sie bewirkte, dass der Verurteilte unter Aufsicht an einen bestimmten abgelegenen Ort, oft auf eine Insel, deportiert wurde. Neben der damit einhergehenden empfindlichen Einschränkung der körperlichen Bewegungsfreiheit büßte die Person außer ihrem Vermögen, der Überlieferung nach seit Kaiser Tiberius, auch ihr römisches Bürgerrecht ein (capitis deminutio media). Die Bestrafung wirkte posthum nach, da selbst der Leichnam nicht ohne kaiserliche Genehmigung überführt werden durfte. Hingegen setzte eine kaiserliche Amnestie oder eine Begnadigung den Delinquenten auf Grundlage des ius postliminii wieder in seine ursprünglichen Rechte ein.
Eine nochmals abgemilderte Form stellte die relegatio dar. Hier wurde der Adressat lediglich aus der Stadt Rom oder aus seiner Heimatprovinz verwiesen, wobei er neben dem Erhalt seiner ursprünglichen Rechtsposition in der Regel auch den Aufenthaltsort frei wählen konnte. Diese Sanktion stellte grundsätzlich nur einen zeitlich begrenzten oder dauerhaften Platzverweis dar.